# Ștefan Cristian Ionescu
Ștefan Cristian Ionescu (n. 24 aprilie 1948) este un jurist român, fost secretar general al Camerei Deputaților din România, învestit în funcție în urma ședinței din 22 februarie 2001.

## Pregătirea de specialitate
- Absolvent al Facultății de Drept a Universității București (1972);
- Doctor în drept, specialitatea Drept constituțional, conferit de Facultatea de Drept a aceleiași universități (1987);
- Stagiu de documentare și cercetare la Biblioteca Statelor Unite ale Americii, ca bursier NATO (1990-1991);
- Absolvent al cursurilor de vară ale Seminarului internațional pe probleme ale securității naționale, organizat de Institutul de Științe Politice al Universității din Kiel, Germania și NATO (1991);
- Cursant în cadrul Programului internațional de pregătire în domeniul drepturilor omului, organizat de Fundația Canadiană pentru Drepturile Omului, Montreal, Canada (1992);
- Participant la Conferința internațională organizată de Seimul Poloniei în colaborare cu Serviciul de cercetări al Congresului SUA cu tema „Reguli ale procedurii și practicii parlamentare”, Pultusk, Polonia (1994);
- Absolvent al cursului de specializare în domeniul dreptului comunitar european, organizat de Academia Europeană de Drept și de Institutul Universitar European, Florența (1994);
- Stagiu de documentare la Biblioteca Parlamentului european cu tema „Statutul parlamentar în țările Uniunii Europene” organizat de Institutul de studii Est-Vest (1997);
- Stagiu de documentare pe teme de interes parlamentar organizat de USAID și DAI la Camera Comunelor din Canada, Congresul SUA și Parlamentul Republicii Polonia (1999);
- Stagiu de documentare în domeniul perfecționării pregătirii de specialitate și a activității personalului parlamentar, organizat de Institutul European de Administrație Publică, Maastricht (1999);
- Participare la Programul de seminare organizat de „East-West, Parliamentary Practice Project”, împreună cu cele două Camere ale Parlamentului României și Școala Națională de Studii Politice și Administrative, consacrate dezbaterii unor probleme privind „Consolidarea democrației parlamentare în România”, urmate de un stagiu de documentare la Camera Deputaților din Italia și Adunarea pentru Republica Portugalia (2000);
- Absolvent al Colegiului Național de Apărare (2001);
- Specializare în dreptul constituțional și proceduri parlamentare în dreptul comparat.

## Activitatea profesională
- 1972–1989: activitate în presă;
- 1990–1992: consilier la Ministerul Justiției;
- 1992–1995: consilier parlamentar în cadrul Departamentului tehnic legislativ al Camerei Deputaților;
- 1995–1996: consilier la Compartimentul juridic și legislativ al Președinției României;
- 1996–2001: director general al Departamentului pentru informare parlamentară al Camerei Deputaților.
- 2001–2003: Secretar General al Camerei Deputaților

## Activitate didactică
- Profesor universitar, titular al disciplinelor „Drept constituțional și instituții politice” și „Sisteme constituționale contemporane”, predate la Facultatea de Științe Juridice și Administrative a Universității Creștine Dimitrie Cantemir și la Școala Națională de Studii Politice și Administrative.

## Activitatea științifică și publicistică
- Autor al unui curs universitar intitulat „Drept constituțional și instituții politice” vol. 1-2, apărut în mai multe ediții și a șapte lucrări științifice în domeniul dreptului constituțional și al istoriei constituționale a României, precum și a unor lucrări apărute sub egida Camerei Deputaților privind prezentarea Parlamentului României și a istoriei parlamentare în România până în 1918;
- Peste 70 de studii și articole de specialitate publicate în reviste cu profil juridic și social-politic, în domeniul dreptului constituțional și al științelor politice;
- Comunicări prezentate la sesiuni științifice organizate de uniunea Juriștilor, Consiliul Legislativ, Facultatea de Drept a Universității București, Institutul Român pentru Drepturile Omului, Camera Deputaților, Senat, Academia Oamenilor de Știință din România etc
- Membru corespondent al Academiei Oamenilor de Știință din România;
- Secretar general de redacție al Revistei de drept public a Institutului de științe administrative al României „Paul Negulescu”.

## Lucrări publicate
1. Sisteme constituționale contemporane, Casa de editură și presă "Șansa"-SRL, București, 1994
2. Principii fundamentale ale democrației constituționale, Editura "LUMINA LEX", 1997;
3. Dezvoltarea constituțională a României. Acte și documente 1741-1991, Regia Autonomă "Monitorul Oficial", 2000;
4. Studii de drept constituțional, Editura "LUMINA LEX", 2001
5. Drept constituțional și instituții politice volumul 1 și 2, Editura "LUMINA LEX", 2001;
6. Instituții politice și de drept constituțional, Editura Economică, București, 2002